# Salares de Makgadikgadi
Los salares de Makgadikgadi (del inglés: Makgadikgadi Pan) se localizan en la sabana seca del noreste de Botsuana, al sur de África. Son uno de los mayores del mundo, los restos del otrora enorme lago Makgadikgadi. En el pasado, este cubrió un área mayor que Suiza, pero que se secó hace miles de años. Forman parte del desierto del Kalahari.

## Localización y descripción

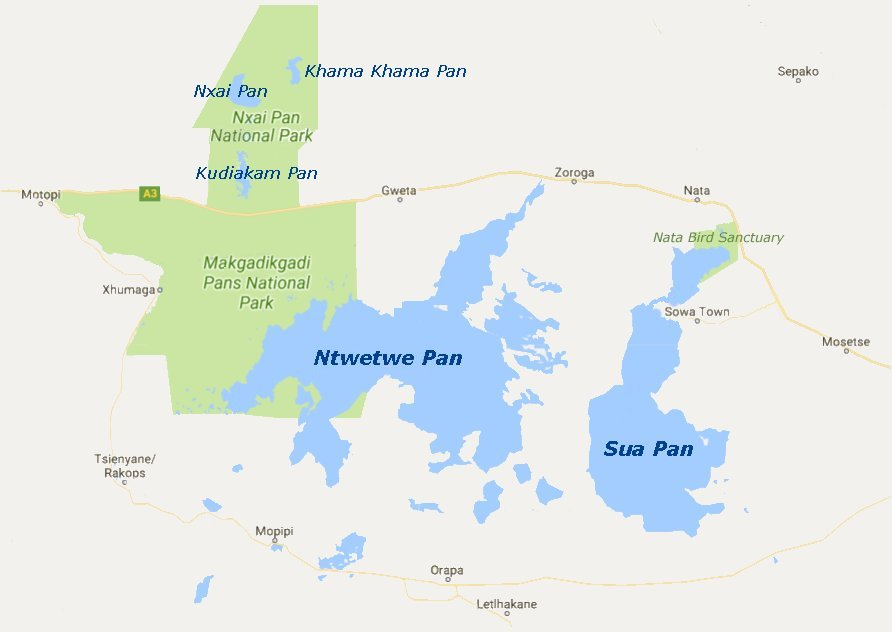
Mapa

Lindando al sudeste con el delta del Okavango y rodeado por el desierto de Kalahari, Makgadikgadi no es, técnicamente, un único salar, sino muchas cuencas con arena del desierto en medio, siendo los mayores Sua (Sowa), Ntwetwe y Nxai Pans.  
El salar individual más grande tiene unos 4900 km². En comparación, el salar de Uyuni, en Bolivia, es un salar de un solo piso de unos 10 600 km², rara vez tiene mucha agua, y generalmente se menciona como el más grande del mundo. Aunque son una costra de barro salado seco la mayor parte del año, los lechos están estacionalmente cubiertos con agua y pasto, y son entonces un refugio para las aves y los animales en esta zona tan árida del mundo. El clima es cálido y seco, pero con lluvias anuales regulares.
La principal fuente de agua es el río Nata, llamado en Zimbabue Amanzanyama, donde nace en Sandown, a unos 60 km de Bulawayo. Desde el delta del Okavango, a través del río Boteti, también les llega una cantidad de agua menor.
Estos salares cubren 16 000 km² en la cuenca del Kalahari y forman el lecho del antiguo lago Makgadikgadi, que se evaporó hace muchos milenios. Las excavaciones arqueológicas en Makgadikgadi han revelado la presencia del hombre prehistórico, manifestada con abundantes hallazgos de herramientas de piedra; algunas de estas herramientas han sido datadas en tiempos muy antiguos, antes de la era del Homo sapiens. Los pastores conducían sus rebaños aquí cuando antes el agua era mucho más abundante , en el Holoceno.
El lugar más bajo de la cuenca es Sua Pan con una elevación de 890 m.

## Geología
A medida que el ancestral lago Makgadikgadi se redujo fue dejando costas relictas, que son más evidentes en la parte suroeste de la cuenca, y se fueron formando numerosos pequeños lagos con costas cada vez más pequeñas. Las costas relictas en las elevaciones de 944,8 m y 919,8 m se pueden ver fácilmente en la mayoría de la cordillera Gidikwe, al oeste del río Boteti.
Los procesos geológicos que están detrás de la formación de la cuenca no son bien entendidos. Se conjetura que hubo una leve curvatura hacia abajo de la corteza, con acompañamientos tectónicos suaves y fallas asociadas; sin embargo, no ha sido identificada ninguna falla de borde de placa importante. El eje principal del desarrollo graben corre noreste-suroeste.
La isla Kubu y la isla Kukome son islas de roca ígnea en el salar de Sua. La isla Kubu se encuentra en el cuadrante suroeste de Sua Pan y tiene una serie de baobab, y está protegida como monumento nacional.

## Flora
Las salares mismos son desiertos salados, en los que las únicas plantas que viven son una fina capa de algas verdeazuladas. Sin embargo, en el margen del cuenco hay marismas y más lejos un círculo de pastizales y sabanas arbustivas. Los prominentes baobab encontrados en el área funcionan como puntos de referencia locales. Uno de ellos, nombrado en honor de James Chapman, sirvió como una oficina de correos no oficial para los exploradores del siglo XIX.

## Fauna
Muy poca fauna puede existir en estos salares durante la dura temporada seca de fuertes vientos cálidos y con sólo agua salada, pero después de una lluvia la cuenca  se convierte en un hábitat importante para la migración de animales, incluidos los ñus y una de las poblaciones de cebras más grande de África, con los grandes depredadores que se aprovechan de ellos. 
La temporada de lluvias también trae aves migratorias, como patos, gansos y grandes pelícanos blancos.  El salar es hogar de la única población reproductora de flamingos mayores en el sur de África.  Las únicas aves que permanecen aquí en la estación seca son las avestruces, Castaño Chorlo de doble collar (Charadrius pallidus) y el chorlito de Kittlitz (Charadrius pecuarius).
Los pastizales en las afueras del cuenco son el hogar de reptiles como tortugas, varanos de la estepa (Varanus albigularis), serpientes y lagartos, como el endémico Makgadikgadi spiny agama (Agama hispida makgadikgadiensis).

## Amenazas y conservación
Los salares son muy inhóspitos y la intervención humana ha sido mínima, por lo que permanecen bastante inalteradas, aunque la tierra alrededor de las ollas se utiliza para el pastoreo y algunas áreas han sido cercadas para prevenir la migración de la fauna salvaje. En 1991, se iniciaron en Sua Pan modernas operaciones comerciales para extraer la sal y el carbonato de sodio, y también hay planes para desviar agua del río Nata para el riego, lo que podría causar graves daños al ecosistemo salino.  Otra amenaza es el uso de quads y vehículos todo terreno por los turistas, que perturban las colonias de cría de los flamencos.  La caza ilegal en los parques nacionales es un problema persistente.
Hay algunas áreas protegidas dentro de los parques nacionales de Makgadikgadi y Nxai Pan. La reserva Makgadikgadi Pans (Makgadikgadi Pans Game Reserve) es el escenario de grandes migraciones de cebras y ñus desde el río Boteti a través del salar Ntwetwe, mientras que el Santuario de Nata en Sua Pan es un lugar para ver aves y antílopes.  En Nxai Pan todavía se pueden ver los baobabs pintados por el artista británico del siglo XIX Thomas Baines.  La zona puede ser visitada desde las ciudades de Nata y Maun  o desde la ciudad de Gweta.

### Trivia: Top Gear, el primer cruce en coche
Los presentadores de la serie de televisión británica Top Gear, Jeremy Clarkson, Richard Hammond y James May, en un episodio de 2007,  cruzaron por vez primera en coche los salares de Makgadikgadi.